# Liste der Beiträge für den besten fremdsprachigen Film für die Oscarverleihung 2012
Die folgenden 63 Filme, alle aus verschiedenen Ländern, waren Vorschläge in der Kategorie Bester fremdsprachiger Film für die Oscarverleihung 2012. Die hervorgehobenen Titel waren die fünf letztendlich nominierten Filme.
Bis zum 3. Oktober 2011 konnten die Länder ihre Vorschläge unterbreiten. Am 13. Oktober verkündete die Academy of Motion Picture Arts and Sciences (AMPAS), dass 63 Länder an der Vorauswahl teilnehmen konnten. Neuseeland nahm zum ersten Mal an dem Auswahlprozess teil. Die finalen neun Nominierungen wurden am 18. Januar 2012 bekannt gegeben. Sechs Tage später wurden schließlich die fünf letztendlich nominierten Filme verkündet.
Der Oscar ging schließlich an den iranischen Beitrag Nader und Simin – Eine Trennung von Asghar Farhadi.

## Beiträge
| Land                    | Deutscher Verleihtitel                      | Originaltitel                                                             | Sprache(n)                               | Regisseur(e)                        | Ergebnis        |
| ----------------------- | ------------------------------------------- | ------------------------------------------------------------------------- | ---------------------------------------- | ----------------------------------- | --------------- |
| Ägypten                 | El Shoq                                     | الشوق                                                                     | Arabisch                                 | Khaled El Hagar                     | Nicht nominiert |
| Albanien                | Amnistia                                    | Amnistia                                                                  | Albanisch                                | Bujar Alimani                       | Nicht nominiert |
| Argentinien             | Aballay – Der Mann ohne Angst               | Aballay, el hombre sin miedo                                              | Spanisch                                 | Fernando Spiner                     | Nicht nominiert |
| Belgien                 | Bullhead                                    | Rundskop                                                                  | Französisch, Belgisches Niederländisch   | Michaël R. Roskam                   | Nominiert       |
| Bosnien und Herzegowina | Belvedere                                   | Belvedere                                                                 | Bosnisch                                 | Ahmed Imamović                      | Nicht nominiert |
| Brasilien               | Elite Squad – Im Sumpf der Korruption       | Tropa de Elite 2                                                          | Portugiesisch                            | José Padilha                        | Nicht nominiert |
| Bulgarien               | Tilt – Das Spiel ist aus, wenn du aufgibst. | Tilt                                                                      | Bulgarisch                               | Viktor Chouchkov                    | Nicht nominiert |
| Chile                   | Violeta Parra                               | Violeta se fue a los cielos                                               | Spanisch                                 | Andrés Wood                         | Nicht nominiert |
| Volksrepublik China     | The Flowers of War                          | 金陵十三釵 ('Jīnlíng Shísān Chāi')                                        | Mandarin, Englisch, Japanisch            | Zhang Yimou                         | Nicht nominiert |
| Dänemark                | Superclassico … meine Frau will heiraten!   | Superclásico                                                              | Dänisch                                  | Ole Christian Madsen                | Vorauswahl      |
| Deutschland             | Pina – Tanzt, tanzt sonst sind wir verloren | Pina – Tanzt, tanzt sonst sind wir verloren                               | Deutsch                                  | Wim Wenders                         | Vorauswahl      |
| Dominikanische Republik | La hija natural                             | La hija natural                                                           | Spanisch                                 | Leticia Tonos                       | Nicht nominiert |
| Estland                 | Letters to Angel                            | Kirjad Inglile                                                            | Estnisch                                 | Sulev Keedus                        | Nicht nominiert |
| Finnland                | Le Havre                                    | Le Havre                                                                  | Französisch                              | Aki Kaurismäki                      | Nicht nominiert |
| Frankreich              | Das Leben gehört uns                        | La guerre est déclarée                                                    | Französisch                              | Valérie Donzelli                    | Nicht nominiert |
| Georgien                | Chantrapas                                  | შანტრაპა                                                                  | Georgisch                                | Otar Iosseliani                     | Nicht nominiert |
| Griechenland            | Attenberg                                   | Attenberg                                                                 | Griechisch                               | Athina Rachel Tsangari              | Nicht nominiert |
| Vereinigtes Königreich  | Patagonia                                   | Patagonia                                                                 | Englisch, Welsch, Spanisch               | Marc Evans                          | Nicht nominiert |
| Hongkong                | Tao Jie – Ein einfaches Leben               | 桃姐 (Táo Jiě)                                                            | Kantonesisch                             | Ann Hui                             | Nicht nominiert |
| Indien                  | Adaminte Makan Abu                          | Adaminte Makan Abu                                                        | Malayalam                                | Salim Ahamed                        | Nicht nominiert |
| Indonesien              | Di Bawah Lindungan Ka'bah                   | Di Bawah Lindungan Ka'bah                                                 | Indonesisch                              | Hanny Saputra                       | Nicht nominiert |
| Iran                    | Nader und Simin – Eine Trennung             | Dschodāi-ye Nāder az Simin                                                | Persisch                                 | Asghar Farhadi                      | Gewonnen        |
| Irland                  | As If I Am Not There                        | As If I Am Not There                                                      | Serbo-Kroatisch                          | Juanita Wilson                      | Nicht nominiert |
| Island                  | Volcano                                     | Eldfjall                                                                  | Isländisch                               | Rúnar Rúnarsson                     | Nicht nominiert |
| Israel                  | Hearat Shulayim                             | הערת שוליים                                                               | Hebräisch                                | Joseph Cedar                        | Nominiert       |
| Italien                 | Terraferma                                  | Terraferma                                                                | Italienisch                              | Emanuele Crialese                   | Nicht nominiert |
| Japan                   | Ichimai no hagaki                           | 一枚のハガキ (Ichimai no hagaki)                                          | Japanisch                                | Shindō Kaneto                       | Nicht nominiert |
| Kanada                  | Monsieur Lazhar                             | Monsieur Lazhar                                                           | Französisch                              | Philippe Falardeau                  | Nominiert       |
| Kasachstan              | Возвращение в «А»                           | Возвращение в «А»                                                         | Kasachisch, Russisch                     | Egor Mikhalkov-Konchalovsky         | Nicht nominiert |
| Kolumbien               | Los Colores de la montaña                   | Los Colores de la montaña                                                 | Spanisch                                 | Carlos César Arbeláez               | Nicht nominiert |
| Kroatien                | 72 Days                                     | Sedamdeset i dva dana                                                     | Kroatisch, Serbisch                      | Danilo Šerbedžija                   | Nicht nominiert |
| Kuba                    | Habanastation                               | Habanastation                                                             | Spanisch                                 | Ian Padrón                          | Nicht nominiert |
| Lettland                | Golfa straume zem ledus kalna               | Golfa straume zem ledus kalna                                             | Russisch                                 | Jevgeņijs Paškevičs                 | Nicht nominiert |
| Libanon                 | Wer weiß, wohin?                            | Et Maintenant, On Va Où?                                                  | Arabisch                                 | Nadine Labaki                       | Nicht nominiert |
| Litauen                 | Back to Your Arms                           | Kai apkabinsiu tave                                                       | Litauisch                                | Kristijonas Vildžiūnas              | Nicht nominiert |
| Marokko                 | Omar – Ein Justizskandal                    | Omar m’a tuer                                                             | Französisch                              | Roschdy Zem                         | Vorauswahl      |
| Mexiko                  | Miss Bala                                   | Miss Bala                                                                 | Spanisch                                 | Gerardo Naranjo                     | Nicht nominiert |
| Neuseeland              | The Orator                                  | O le tulafale                                                             | Samoanisch                               | Tusi Tamasese                       | Nicht nominiert |
| Niederlande             | Sonny Boy – Eine Liebe in dunkler Zeit      | Sonny Boy                                                                 | Niederländisch                           | Maria Peters                        | Nicht nominiert |
| Nordmazedonien          | Punk’s Not Dead                             | Панкот не е мртов (Pankot ne e mrtov)                                     | Mazedonisch                              | Vladimir Blazevski                  | Nicht nominiert |
| Norwegen                | Happy Happy                                 | Sykt lykkelig                                                             | Norwegisch                               | Anne Sewitsky                       | Nicht nominiert |
| Österreich              | Atmen                                       | Atmen                                                                     | Deutsch                                  | Karl Markovics                      | Nicht nominiert |
| Peru                    | Im Oktober werden Wunder wahr               | Octubre                                                                   | Spanisch                                 | Daniel Vega Vidal, Diego Vega Vidal | Nicht nominiert |
| Philippinen             | The Woman in the Septic Tank                | Ang Babae Sa Septic Tank                                                  | Tagalog                                  | Marlon Rivera                       | Nicht nominiert |
| Polen                   | In Darkness                                 | W ciemności                                                               | Polnisch                                 | Agnieszka Holland                   | Nominiert       |
| Portugal                | José e Pilar                                | José e Pilar                                                              | Portugiesisch                            | Miguel Gonçalves Mendes             | Nicht nominiert |
| Puerto Rico             | America                                     | America                                                                   | Spanisch                                 | Sonia Fritz                         | Disqualifiziert |
| Rumänien                | Morgen                                      | Morgen                                                                    | Rumänisch                                | Marian Crisan                       | Nicht nominiert |
| Russland                | Die Sonne, die uns täuscht – Der Exodus     | Утомлённые солнцем 2: Предстояние (Utomljonnyje solnzem 2: Predstojanije) | Russisch                                 | Nikita Michalkow                    | Nicht nominiert |
| Schweden                | Bessere Zeiten                              | Svinalängorna                                                             | Schwedisch, Finnisch                     | Pernilla August                     | Nicht nominiert |
| Schweiz                 | Sommerspiele                                | Giochi d’estate                                                           | Italienisch                              | Rolando Colla                       | Nicht nominiert |
| Serbien                 | Montevideo, Taste of a Dream                | Montevideo, Bog te video: Film 1                                          | Serbisch                                 | Dragan Bjelogrlić                   | Nicht nominiert |
| Singapur                | Tatsumi                                     | Tatsumi                                                                   | Japanisch                                | Eric Khoo                           | Nicht nominiert |
| Slowakei                | Zigeuner                                    | Cigán                                                                     | Slowakisch                               | Martin Šulík                        | Nicht nominiert |
| Slowenien               | Silent Sonata                               | Circus Fantasticus                                                        | Keine                                    | Janez Burger                        | Disqualifiziert |
| Südafrika               | Beauty                                      | Skoonheid                                                                 | Afrikaans, Englisch                      | Oliver Hermanus                     | Nicht nominiert |
| Südkorea                | The Front Line – Der Krieg ist nie zu Ende  | 고지전 (Gojijeon)                                                         | Koreanisch, Englisch                     | Jang Hun                            | Nicht nominiert |
| Spanien                 | Pa negre                                    | Pa negre                                                                  | Katalanisch                              | Agustí Villaronga                   | Nicht nominiert |
| Taiwan                  | Warriors of the Rainbow                     | 賽德克．巴萊 (Seediq Bale)                                                | Sediq, Japanisch, Taiwanesisch, Mandarin | Wei Te-sheng                        | Vorauswahl      |
| Thailand                | Kon Khon                                    | คนโขน                                                                     | Thailändisch                             | Sarunyoo Wongkrachang               | Nicht nominiert |
| Tschechien              | Alois Nebel                                 | Alois Nebel                                                               | Tschechisch                              | Tomáš Luňák                         | Nicht nominiert |
| Türkei                  | Once Upon a Time in Anatolia                | Bir Zamanlar Anadolu’da                                                   | Türkisch                                 | Nuri Bilge Ceylan                   | Nicht nominiert |
| Ungarn                  | Das Turiner Pferd                           | A Torinói ló                                                              | Ungarisch                                | Béla Tarr, Ágnes Hranitzky          | Nicht nominiert |
| Uruguay                 | The Silent House                            | La Casa Muda                                                              | Spanisch                                 | Gustavo Hernández                   | Nicht nominiert |
| Venezuela               | The Rumble of the Stones                    | El rumor de las piedras                                                   | Spanisch                                 | Alejandro Bellame Palacios          | Nicht nominiert |
| Vietnam                 | The Prince and the Pagoda Boy               | Khát vọng Thăng Long                                                      | Vietnamesisch                            | Lưu Trọng Ninh                      | Nicht nominiert |

## Weiteres
- Luxemburg reichte zum dritten Mal in Folge keinen Beitrag ein[5]
- Die Ukraine hatte zwar ein Komitee gegründet, erachtete aber keinen Beitrag als ausreichend nach den Kriterien der AMPAS.[6]
- Albanien hatte ursprünglich The Forgiveness of Blood (Falja e Gjakut) eingereicht. Dagegen protestierte jedoch Bujar Alimani, der Regisseur von Amnistia, da der Film von einem US-amerikanischen Regisseur und mit einer Unterstützung einer amerikanischen Crew gedreht worden wäre. Schließlich disqualifizierte die AMPAS den Beitrag und stattdessen wurde Alimanis Film eingereicht.[7]
- Puerto Rico, die seit 1986 an den fremdsprachigen Oscars teilnahmen, versuchte einen Beitrag einzureichen, scheiterte jedoch an den Regularien. Die AMPAS verbannte seit diesem Jahr Filme aus Ländern, die zum US-Territorium gehörten, aus dem Wettbewerb.[8]
- Die Dominikanische Republik reichte ihren Beitrag La Huja Natural zu spät ein, wurde aber dennoch berücksichtigt.[8]
- Sloweniens Beitrag Silent Sonata wurde disqualifiziert, weil die slowenische Filmemacher-Organisation es versäumte, den Film einzureichen, was auf einem Missverständnis beruhte.[9]